# Volo Iran Air 291
Il volo Iran Air 291 era un volo passeggeri di linea nazionale dall'aeroporto Internazionale di Mashhad all'aeroporto Internazionale di Teheran-Mehrabad, in Iran. Il 21 gennaio 1980, un Boeing 727 operante il volo si schiantò durante l'avvicinamento alla pista 29 di Teheran in condizioni di nebbia e neve, provocando la morte di tutte le 128 persone a bordo. All'epoca, questo volo fu il disastro aereo con più vittime della storia iraniana.

## L'aereo
Il velivolo coinvolto nell'incidente era un Boeing 727-86, marche EP-IRD, numero di serie 19817, numero di linea 537. Venne consegnato a Iran Air il 18 febbraio 1968, quindi al momento dell'incidente aveva circa 12 anni. Era alimentato da 3 motori turboventola Pratt & Whitney JT8D-7B.

## L'incidente
Il giorno dell'incidente, i controllori del traffico aereo iraniano stavano scioperando, causando la cancellazione di centinaia di voli nazionali. Alle 16:00 ore locali lo sciopero fu interrotto e i voli ripresero. Alle 17:40, il volo 291 partì dall'aeroporto di Mashad verso l'aeroporto di Teheran-Mehrabad in Iran. A bordo c'erano 8 membri dell'equipaggio e 120 passeggeri (i rapporti iniziali affermavano che c'erano 8 membri dell'equipaggio e 116 passeggeri).
Alle 18:52 ora locale, il controllore all'aeroporto di Mehrabad a Teheran autorizzò l'equipaggio a effettuare un avvicinamento diretto alla pista 29. Alle 19:05 circa, il controllore ordinò all'equipaggio di virare a 360° per raggiungere il faro non direzionale dell'avvicinamento "Varamin". Senza aver ricevuto ulteriori istruzioni dall'ATC, i piloti si trovavano a 17 miglia a nord dalla rotta corretta. A questo punto, il primo ufficiale disse al capitano che il VORTAC stava dando una rotta radiale sbagliata, ma questi non rispose. Alle 19:11 ora locale, l'aereo colpì la cima di uno dei monti della catena dell'Elburz, 29 chilometri a Nord di Teheran. Tutti e 8 i membri dell'equipaggio e i 120 passeggeri morirono nella disintegrazione dell'aereo.

## Le indagini
Gli investigatori conclusero che le probabili cause dell'incidente fossero un sistema di atterraggio strumentale e un radar di terra malfunzionanti. Il capo dell'autorità aeronautica civile iraniana e altri cinque funzionari vennero accusati di omicidio colposo a seguito dello schianto del volo 291.